# Ignacio de la Pezuela y Sánchez
Ignacio de la Pezuela y Sánchez (Entrambasaguas, 1 de febrer de 1764-Madrid, 11 de novembre de 1850) va ser un polític espanyol, ministre durant el regnat de Ferran VII, pròcer del regne i senador vitalici. Fou pare del marí i ministre Manuel de la Pezuela y Lobo-Cabrilla.

## Biografia
Era fill de l'hidalgo militar Juan Manuel de la Pezuela y Muñoz. Va estudiar lleis al seminari de Conca en 1790 i en 1805 fou nomenat comissari reial per a la venda de béns eclesiàstics als arquebisbats de Segòvia i Santiago de Compostel·la. En esclatar la guerra del francès en 1808 fou nomenat vocal a la Junta de Defensa del Regne de Galícia, raó per la qual s'hagué d'exiliar en 1809.
La Junta Suprema Central el va nomenar  secretari del Despatx de Gràcia i Justicia entre agost de 1811 i juny de 1812 i secretari d'estat amb caràcter interí entre maig i setembre de 1812. Durant el trienni liberal va ser vocal d'estat a la Junta de Govern, raó per la qual Ferran VII el va desterrar quan va restaurar l'absolutisme. De 1824 a 1829 va viure a França i de 1829 a 1832 a Santander. De 1834 a 1836 fou membre del Consell Reial d'Espanya i Índies i pròcer del Regne. Posteriorment fou senador per Segòvia de 1837 a 1849 i senador vitalici des de 1845.